# Crack a Bottle
Crack a Bottle – utwór amerykańskiego rapera Eminema z albumu Relapse. Gościnnie pojawiają się w nim Dr. Dre (który jest jednocześnie producentem utworu) i 50 Cent.